# Autopista Variante Guacara - Bárbula
La Autopista Guacara-Bárbula o Variante Yagua-San Diego) es una Autopista Variante de Venezuela construida por el presidente de Venezuela doctor Jaime Lusinchi y el gobernador de Carabobo Profesor Oscar Celli. 
Esta arteria vial que circunvala a la Autopista Regional del Centro en su tramo de Guacara, para poder descongestionar la Regional del Centro en su paso por la Zona Industrial y la Autopista Circunvalación del Este, que antiguamente era la única manera de llegar al principal puerto del país, Puerto Cabello.
La Variante fue diseñada como una vía expresa y de alta velocidad, al tener pocos distribuidores y accesos. Conecta a los municipios Guacara (de norte a sur, pasando por el oeste), San Diego (de este a oeste pasando por el norte) y Naguanagua (dirección este-oeste). Por tanto, es una excelente opción para ingresar al Norte de Valencia e ir al Puerto sin pasar por las congestionadas vías de Valencia.
La Variante tiene interés tanto económico como turístico, ya que es el desvío que toman los vehículos de carga provenientes de la Autopista Regional del Centro que se dirigen a Puerto Cabello u otras poblaciones de la Región Centro Occidental o los temporadistas que bajan al Litoral carabobeño o a las playas del estado Falcón
Cerca de esta autopista se encuentra una planta de distribución de combustible propiedad de PDVSA, específicamente en la población de Yagua.
- Datos: Q2919490